# 南瓦町 (堺市)
南瓦町（みなみかわらまち）は、大阪府堺市堺区にある地名。2024年現在丁を持たない単独町名である。住居表示は実施済。

## 地理
堺区の中央部に位置する。東は三国ヶ丘御幸通、北は中瓦町、北西は市之町東、南は翁橋町、新町に接する。

## 歴史

### 沿革
1959年（昭和34年）まで1 - 3丁があった。
- 1931年（昭和6年）、堺市瓦町の一部より成立。
- 1959年（昭和34年）、南新町1 - 2丁・北新町1 - 4丁・中瓦町1 - 3丁の一部を編入[6]。
- 2006年（平成18年）、堺市が政令指定都市に移行し、行政区を設置。南瓦町は堺区の所属となる。

## 世帯数と人口
2024年（令和6年）3月31日現在の世帯数と人口は以下の通りである。
| 町名   | 世帯数  | 人口  |
| ------ | ------- | ----- |
| 南瓦町 | 132世帯 | 152人 |

### 人口の変遷
国勢調査による人口の推移。
| 1995年（平成7年）  | 135人 | [ 7 ]  |  |
| 2000年（平成12年） | 126人 | [ 8 ]  |  |
| 2005年（平成17年） | 82人  | [ 9 ]  |  |
| 2010年（平成22年） | 158人 | [ 10 ] |  |
| 2015年（平成27年） | 160人 | [ 11 ] |  |
| 2020年（令和2年）  | 184人 | [ 12 ] |  |

### 世帯数の変遷
国勢調査による世帯数の推移。
| 1995年（平成7年）  | 19世帯  | [ 7 ]  |  |
| 2000年（平成12年） | 13世帯  | [ 8 ]  |  |
| 2005年（平成17年） | 14世帯  | [ 9 ]  |  |
| 2010年（平成22年） | 56世帯  | [ 10 ] |  |
| 2015年（平成27年） | 72世帯  | [ 11 ] |  |
| 2020年（令和2年）  | 155世帯 | [ 12 ] |  |

## 学区
市立小・中学校に通う場合、学区は以下の通りとなる。
| 町名   | 番   | 小学校           | 中学校             |
| ------ | ---- | ---------------- | ------------------ |
| 南瓦町 | 全域 | 堺市立熊野小学校 | 堺市立殿馬場中学校 |

## 事業所
2021年（令和3年）現在の経済センサス調査による事業所数と従業員数は以下の通りである。
| 町名   | 事業所数 | 従業員数 |
| ------ | -------- | -------- |
| 南瓦町 | 65事業所 | 4,453人  |

## 交通

### バス
- 南海バス[15]：堺東駅前、堺市役所前

### 道路
- 大小路筋
- 堺中央線（大阪府道30号大阪和泉泉南線）

## 施設
- 堺市役所・堺区役所
- 大阪地方裁判所堺支部
- 大阪家庭裁判所堺支部
- 堺簡易裁判所
- 堺税務署
- 大阪労働局堺労働基準監督署
- ハローワーク堺
- 堺保健センター
- 堺市総合福祉会館
- 堺郵便局
- ゆうちょ銀行堺店

## 郵便
- 郵便番号：590-0078[3]（集配局：堺郵便局[16]）。

## ギャラリー

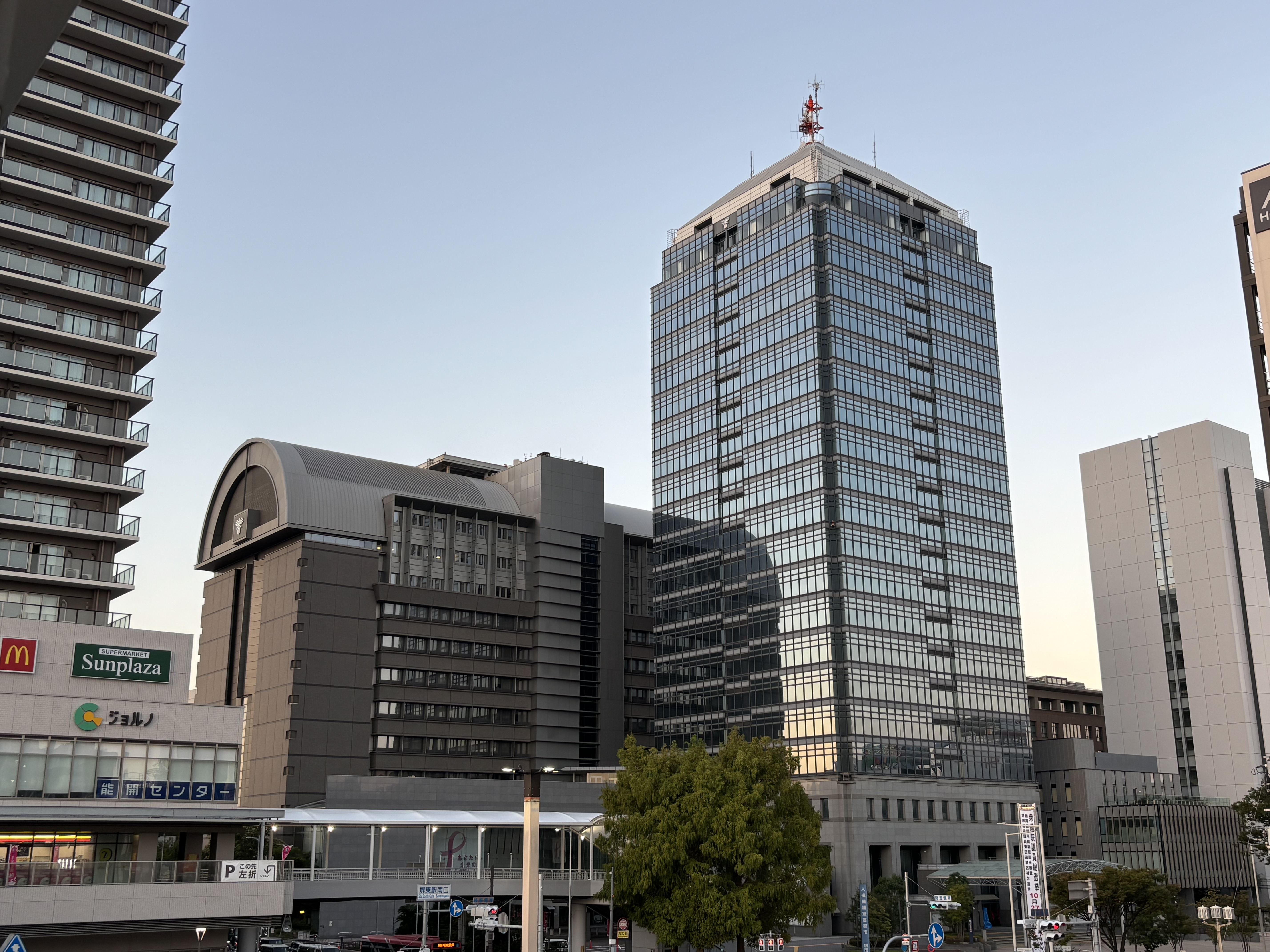
堺市役所・堺区役所
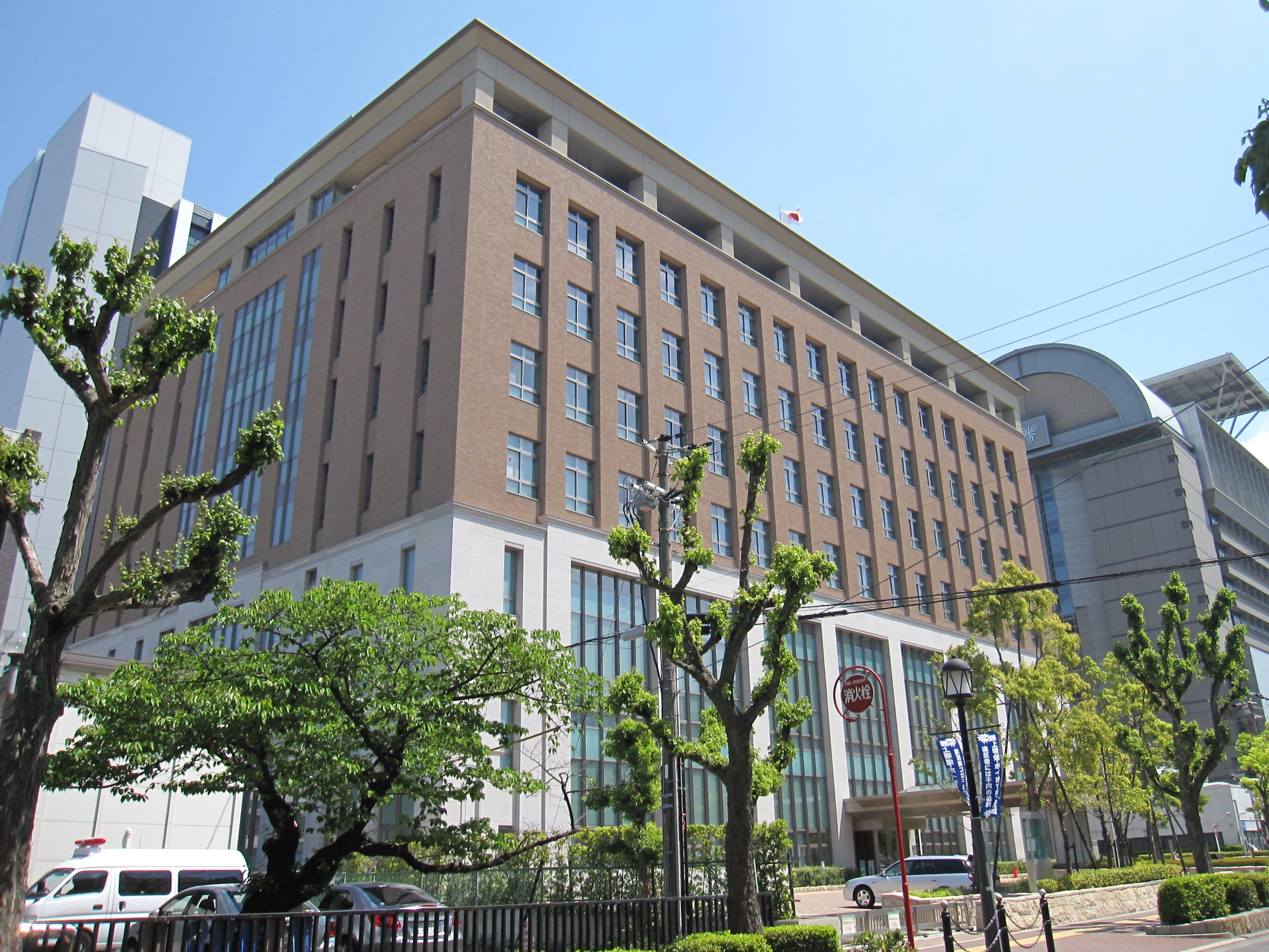
堺簡易裁判所
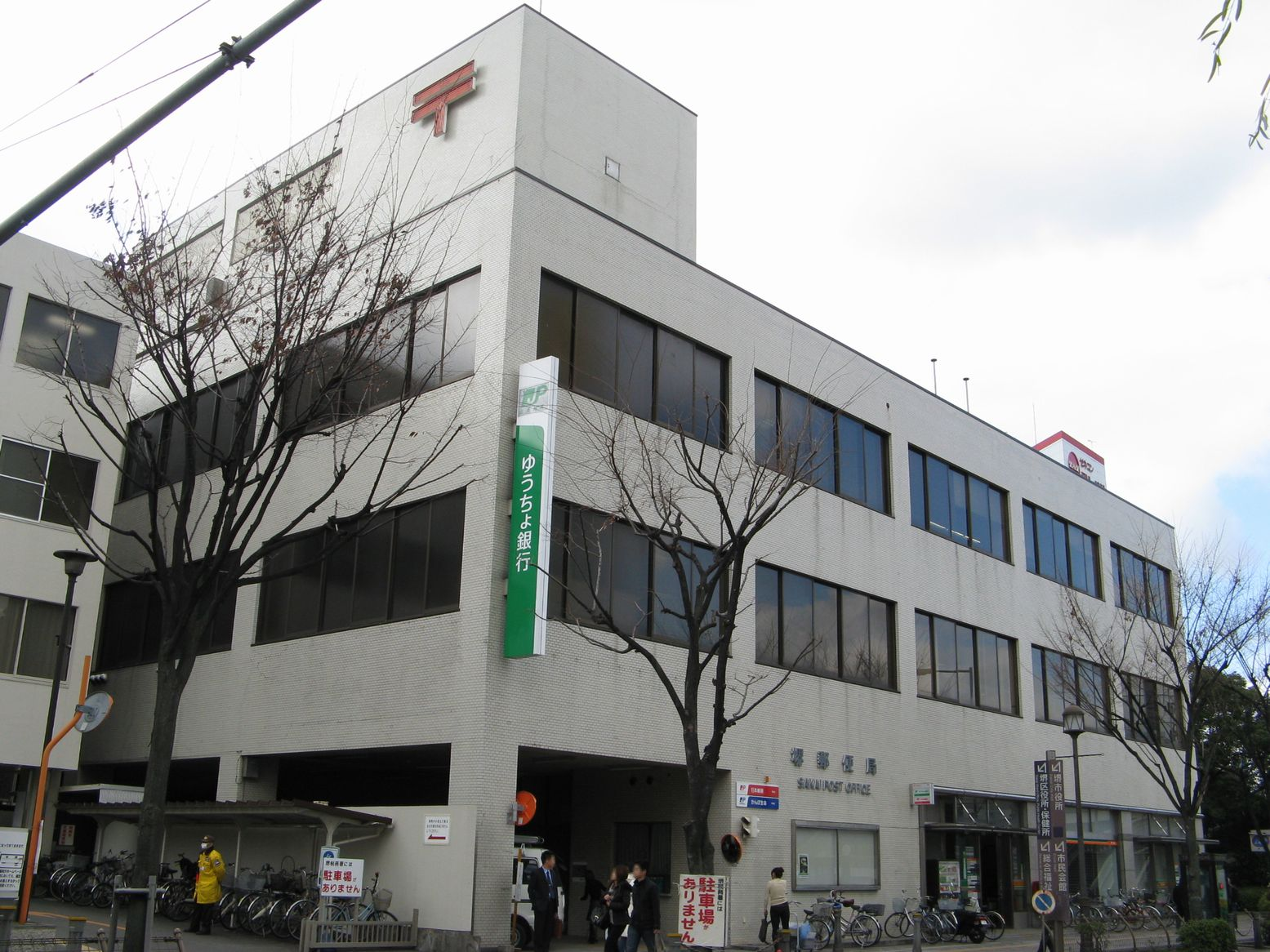
堺郵便局